# العلاج بالغاز الطبي
تم استخدام العلاج بالغاز الطبي في الطب منذ استخدام العلاج بالأكسجين.

## أكسيد النتريك
أكسيد النتريك — أكسيد النتريك هو غاز يتم استنشاقه. ويعمل عن طريق إرخاء العضلة الملساء لتوسيع (تمدد) الأوعية الدموية، لا سميا في الرئتين. ويُستخدم أكسيد النتريك مع جهاز تنفس ميكانيكي لعلاج توقف التنفس لدى الأطفال الخدج.

## الهليوم والأكسجين
الهليوكس — في الطب يشير الهليوكس بصفة عامة إلى مزيج من 21% من الأكسجين O2 (نفس نسبته في الهواء) و79% من الهليوم، على الرغم من وجود مركبات أخرى.
ويولد الهليوكس مقاومة أقل من الهواء وبالتالي يتطلب طاقة ميكانيكية أقل لتهوية الرئتين. وبالتالي يقل «عمل التنفس» (WOB). وهذا يحدث عن طريق آليتين:
1. زيادة الميل إلى الجريان الصفحي؛
2. انخفاض المقاومة في التدفق المضطرب.

ويتمتع غاز الهليوكس بلزوجة مماثلة للهواء ولكنه لديه كثافة أقل بكثير (0.5 جم/لتر مقابل 1.2 5جم/لتر في الظروف القياسية لدرجة الحرارة والضغط). ويتألف تدفق الغاز عبر المجرى الهوائي من الجريان الصفحي والتدفق الانتقالي والتدفق المضطرب. ويوصف الميل لكل نوع من أنواع التدفق عن طريق رقم رينولدز. وتعمل كثافة الهليوكس المنخفضة على إنتاج رقم رينولدز منخفض وبالتالي زيادة إمكانية التدفق الصفحي لاي مجري هوائي معين. ويميل التدفق الصفحي إلى توليد مقاومة أقل من التدفق المضطرب.
وفي الشعب الهوائية الصغيرة عندما يكون هناك تدفق صفحي، تكون المقاومة نسبية إلى لزوجة الغاز وليست لها علاقة بالكثافة ولذلك ينطوي غاز الهليوكس على تاثير قليل. وتصف معادلة هاغن-بويوسيه (Hagen–Poiseuille) المقاومة الصفحية. وفي الشعب الهوائية الكبيرة التي يكون فيها التدفق مضطربًا، تكون المقاومة نسبية إلى الكثافة، لذا يكون لغاز الهليوكس تأثير كبير.
ويتم استخدام غاز الهليوكس طبيًا منذ أوائل ثلاثينيات القرن الماضي. وكان العنصر الأساسي في علاج داء الربو الحاد قبل ظهور الموسعات القصبية. وحاليًا، يُستخدم غاز الهليوكس بشكل أساسي في حالات ضيق الشعب الهوائية الكبيرة (انسداد مجرى الهواء العلوي بسبب الأورام أو الأجسام الغريبة خلل الأحبال الصوتية). كما توجد بعض استخدامات لغاز الهليوكس في الشعب الهوائية المتوسطة (الخُناق والربو وداء انسداد الشعب الهوائية المزمن).
قد يعاني المرضى المصابين بتلك الحالات من مجموعة متنوعة من الأعراض بما في ذلك ضيق التنفس (عُسر التنفس) ونقص تأكسج الدم (انخفاض محتوى الأكسجين في الدم الشرياني إلى أقل من المعدل الطبيغي) وفي نهاية المطاف ضعف عضلات الجهاز التنفسي بسبب الإرهاق، الأمر الذي يمكن أن يؤدي إلى فشل الجهاز التنفسي والحاجة إلى التنبيب والتهوية الميكانيكية. ويمكن لغاز الهليوكس تقليل كل هذه الآثار، مما يجعل من السهل على المريض أن يتنفس. كما تبين أن لغاز الهليوكس فائدة في فطام المرضى عن التهوية الميكانيكية، وفي إرذاذ العقاقير القابلة للاستنشاق، لا سيما بالنسبة لكبار السن. كما أشارت الأبحاث أيضًا إلى المزايا في استخدام مركبات الهليوم-الأكسجين في إجراء التخدير.